# Cicadula warioni
Cicadula warioni är en insektsart som beskrevs av Lethierry 1878. Cicadula warioni ingår i släktet Cicadula och familjen dvärgstritar. Inga underarter finns listade i Catalogue of Life.